# 自养生物

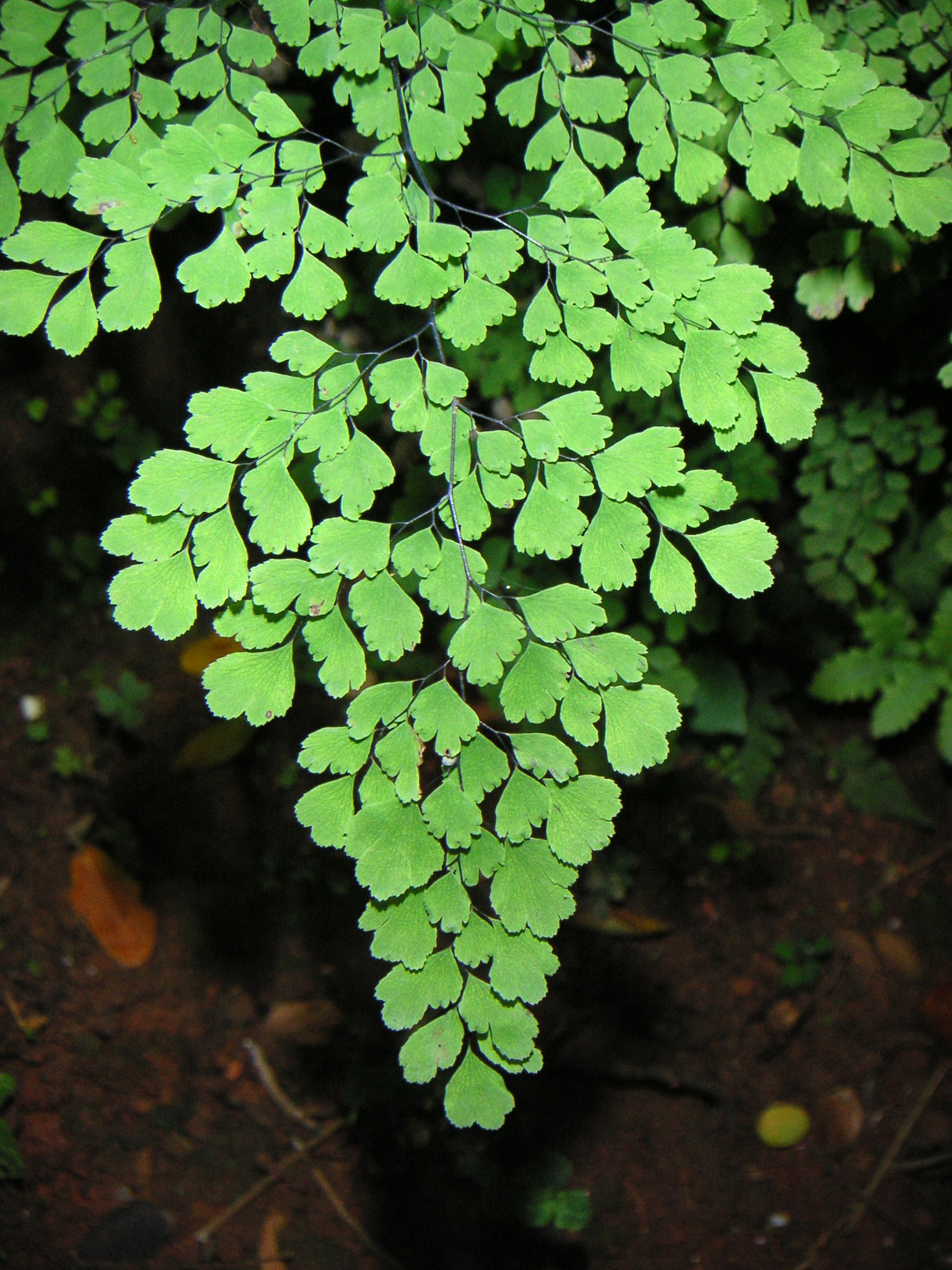
一种自养生物铁线蕨的绿叶（叶绿素的颜色）

自养生物（英語： autotroph，在台湾称为自营生物）也稱為生产者（producer），指食物链底端可以利用阳光（光合作用）或无机物氧化配以地热能（化能合成）将空气和周边环境中的二氧化碳、水以及无机盐等制造成有机物来提供代谢底物并存储化学能的生物，主要包括绿色植物、海藻、少数微生物（浮游植物）和部分細菌域生物(如藍綠菌)。自养生物的初级生产所提供的有机物可以被其它异养生物（消费者）所消化使用，为食物网的各种物种的生存、繁衍和演化提供初始的营养和能量，成为驱动整个生态系统运作的燃料，其生物质也可以通过厌氧降解形成生物燃料和化石能源。

## 能量來源
自养生物一般没有消化功能，因此不能吞食其他的生物（例如动物、菌类等）。因此，自养生物使用的是其他方法以维持生命，如植物使用的光合作用。但是植物在光合作用时仍然需要水、可见光以及二氧化碳，这并不说明植物为自养生物群不成立，因为其三样条件是生命的基本条件。